# 시간의존성 점도
시간 의존 점도(time-dependent viscosity)는 유체가 층밀림힘을 계속받을 때 유체의 겉보기 점도가 시간에 따라 변하는 비뉴턴 유체의 한 종류의 특성이다.
가장 일반적으로, 비뉴턴 유체에서 점도(유체의 전단 또는 인장 응력에 의한 점진적인 변형에 저항하는 능력의 척도)는 전단 속도 또는 전단 속도 이력(시간)에 따라 다르다. 이러한 전단농화유체는 시간의존성 점도, 시간 독립성 점도 이 두 그룹으로 나뉜다. 시간 의존 점도의 경우 유체의 겉보기 점도는 유체가 연속적으로 끊어지면서 시간에 따라 변한다. 그것들은 memory material로 불릴 수 있다. 겉보기 점도가 시간이 지남에 따라 감소하면 유체는 틱소트로픽 유체(Thixotropic)라 불리며, 시간이 지남에 따라 증가하는 유체를 레오펙틱 유체(Rheopectic)라고 한다. 틱소트로피(요변성)은 전단이 계속될 때 재료의 미세 구조가 파괴된 결과이며 이는 한계를 초과했을 때 발생한다. 그것은 비선형 응력 - 변형을 유도한다. 요변성은 기포의 영향과 관련될 수 있다. 이러한 유형의 유체의 예는 젤라틴, 쇼트닝, 크림, 페인트, 요구르트, 잔탄 검 용액, 수화산화철겔, 펙틴 젤, 활액, 수소첨가 피마자기름, 일부 점토 (벤토나이트 및 몬모릴로나이트 포함), 녹은 타이어 고무의 현탁액, 일부 드릴링 진흙, 페인트, 플록 현탁액 및 많은 콜로이드 현탁액이 포함된다. 레오펙틱의 경우, 전단이 계속되면서 구조가 형성된다. 레오펙틱 특성은 시간 종속적인 dilatant 행동으로 설명될 수 있다. 이러한 유형의 현상은 흔치 않지만 고농축 전분 용액에서 오랜 시간에 걸쳐  발생할 수 있다. 전단 결정화 (Shear induced Crystallization)는 레오펙틱 (Rheopatic) 현상의 원인이 될 수 있다. 다른 예로는 석고 페이스트와 프린터 잉크가 있다.

## 요변성 유체
요변성(틱소트로픽) 유체는 전단벽화 특성을 나타내는 유체이다. 정적 상태에서 농도가 높은(끈적끈적한) 특정 젤이나 액체를 흔들거나 휘젓거나 다른 방법으로 외력을 가하면 시간이 지남에 따라 흐른다(묽고 점성이 낮아짐). 그런 다음 일정 시간이 지나면 점성이 더 높아지게 된다. 좀 더 기술적인 언어로: 비뉴턴 유체 중 하나인 의가소성 유체는 시간에 따라 점도가 변한다. 유체가 전단 응력을 오래받을수록 점도가 낮아진다. 요변성 유체는 전단 속도에 단계 변화를 도입할 때,평형 점도를 달성하기 위해 유한한 시간이 필요한 유체이다. 케첩과 같은 일부 틱소트로픽 액체는 외력이 사라지는 거의 동시에 겔 상태로 돌아가며 의가소성 유체라고 한다. 요구르트와 같은 다른 것들은 훨씬 오래 걸리고 고체와 비슷하게 되기도 한다. 많은 젤과 콜로이드는 틱소트로피성 물질이며, 안정 시 안정한 형태를 나타내지만 교반될 때는 유체가 된다.

### 응용
지질공학에 사용되는 드릴링 머드는 틱소트로피일 수 있다. 꿀벌의 꿀도 특정 조건에서이 특성을 나타낼 수 있다(헤더 꿀).
윤활유는 일부 뼈 사이의 관절에서 발견된다. 정액과 같은 인체의 세포질과 기질도 마찬가지로 틱소트로피를 나타낸다. 동굴을 탐사하는 과정에서 발견된 점토 퇴적물 중 일부는 틱소트로피를 나타낸다. 처음에는 고체처럼 보이는 진흙 뱅크를 파고 들어가거나 다른 방법으로 힘을 가하면 수프처럼 변하게 된다. 이 점토들은 세밀한 퇴적물을 퇴적시키는 경향이있는 저속 흐름에 의해 과거에 퇴적되었다.
나사 고정 유체는 혐기성으로 경화되는 요변성 접착제이다.
틱소 트로피(Thixotropy)는 나폴리의 성 야누리우스(Saint Januarius)의 혈액 액화 기적에 대한 과학적 설명으로 제안되었다. 틱소 몰딩과 같은 반고체 주조 공정은 일부 합금(주로 경금속, 비스무트)의 요변성 특성을 사용한다. 특정 온도 범위 내에서 적절한 준비를 통해 합금을 반고체 상태로 만들 수 있다. 반고체 상태는 일반적인 사출 성형보다 수축이 적고 전반적인 특성이 뛰어나다.
전자 제조 공정에서 사용되는 땜납 페이스트는 틱소 트로피(Thixotropic)이다.
 많은 종류의 페인트 및 잉크 - 예를 들어 실크 스크린 텍스타일 프린팅에 사용되는 플라스틱 졸은 틱소트로피 성질을 나타낸다. 대체로 유체가 균일한 층을 형성하기에 충분하게 유동한 다음 (수직 표면에서 흘러내리는 문제가 될 수 있는) 추가 흐름에 저항을 하는 것이다. CMYK 유형 프로세스 인쇄에 사용되는 잉크와 같은 일부 잉크는 정확한 색상 재현을 하고 도트의 구조를 보호하기 위해 점도를 한 번 더 빠르게 적용하도록 설계되었다.

## 유변성 유체
유변성(레오펙틱) 유체는 보기 힘든 비뉴턴 유체이다. 이 유체는 점도의 시간에 따른 증가를 보여준다. 즉, 유체가 전단력을 오래 받을수록 점도가 높아진다.  일부 윤활유와 같은 레오펙틱 유체는 흔들릴 때, 두껍게 되거나 응고된다. 레오펙틱 유체의 예에는 석고 페이스트 및 프린터 잉크가 포함된다.

### 응용
현재 레오펙틱 소재를 만들고 사용하는 새로운 방법에 대한 지속적인 연구가 진행 중이다. 이 기술은 군사적 용도에 큰 관심이 있다. 또한, 고급 스포츠 시장 또한 이 기술로 눈을 돌리고 있다. 방탄복 및 전투 장갑차는 레오펙틱 소재를 사용하려는 노력의 핵심 분야이다. 육상, 모터 스포츠, 교통 사고 및 모든 형태의 낙하산에 대하여 충격력을 줄이는 데 잠재적으로 유용한 것으로 여겨지는 다른 종류의 보호 장비에도 이러한 재료를 사용하는 작업이 이루어지고 있다. 특히, 레오펙틱(Rheopectic) 충격 흡수 기능이 있는 신발은 달리기, 등반 또는 낙하해야하는 사람들에게 더 나은 이중 용도 기술로서 추구되고 있다.

## 이력 현상
유체의 미세 구조의 점진적인 소모가 발생한 후, 반대 상황이 발생할 수 있다. 정방향과 역방향 과정이 같은 방식으로 일어나는 이유는 없다. 현실에서는 약간의 이력현상이 발생한다. 응력 - 변형 관계가 증가 및 감소하는 변형률로 측정할 때, 동일하지 않다는 것이다.

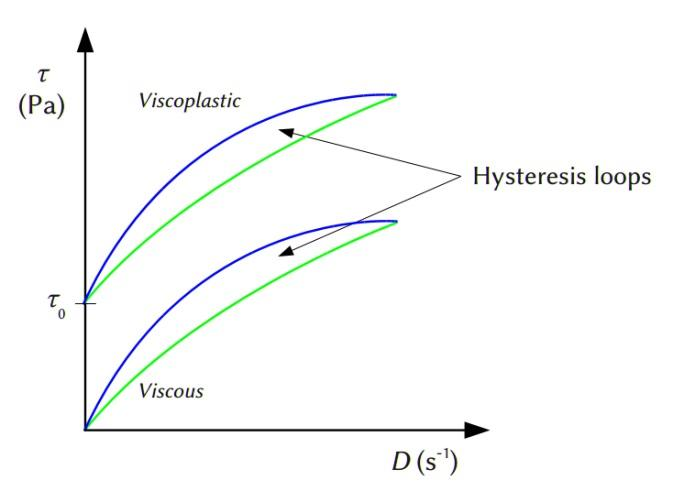
색:으로 증가하는 전단 평가 시스템을 깨 downGreen:으로 감소 전단 평가 시스템 구축

## 마커와 세포 방법
The marker and cell method
이 기술은 부분적으로 제한되고, 부분적으로 자유로운 비압축성 유체의 시간에 따른 유동에 대한 수치적 연구를 위한 기술이다. Navier-Stokes 방정식은 유한 차분법으로 작성되며, 그 해답은 유한한 시간 단계로 수행된다. 주요 종속 변수는 압력과 속도 성분이다. 또한 유체와 함께 움직이는 마커 입자 집합이 사용된다.

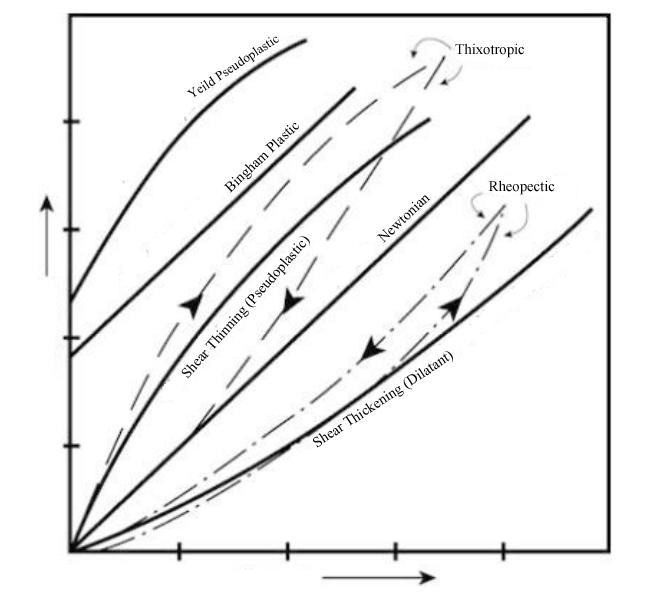
X 축:점도 Y 축:전단력

## 같이 보기
- 유체동역학
- 점성도
- 유변성: 유체가 층밀림힘을 받는 시간이 길 수록 점성도가 높아진다. 시간 의존적 층밀림 두꺼워지기 행동이다.
- 요변성: 유체가 층밀림힘을 오래 받을 수록 점성도가 낮아진다. 시간 의존적 층밀림 얇아지기 행동이다.
- 층밀림 두꺼워지기: 유변성과 비슷하나, 시간의 흐름과 상관없다.
- 층밀림 얇아지기: 요변성과 비슷하나, 시간의 흐름과 상관없다.

## 참고 문헌
- J.R.Lister,H.A. 돌(1996). 시간에 따라 점성의 변형에 빠르게 회전하는 밀도가 높은 유체이다. Journal of Fluid Mechanics,317,pp275–299doi:10.1017/S0022112096000754
- Reiner,M.,스콧 블레어,유동학용어, 유동학,Vol. 4pp. 461,(New York:Achedemic Press,1967년)
- “Numerical Calculation of Time‐Dependent Viscous Incompressible Flow of Fluid with Free Surface”. 2014년 5월 25일에 확인함.